# Колірний заряд
Колірний заряд — квантове число, яке в квантовій хромодинаміці приписується глюонам і кваркам, і виступає характеристикою сильної взаємодії. Розрізняють три кольори та три антикольри. Слово "колір" було використано за аналогією зі сприйняттям світла оком людини, кольори в даному сенсі не мають нічого спільного із видимим електромагнітним випромінюванням. 
Наявність у частинки кольору визначає її здатність до сильної взаємодії, подібно до того, як електричний заряд та слабкий ізоспін характеризують здатність до електромагнітної та слабкої взаємодій. Концепція кольорів витікає із наочної інтерпретації взаємодії в рамках групи SU(3). Колір, як додаткове квантове число, пояснює можливість співіснування кварків, решта квантових чисел яких однакова, в адронах. Принцип Паулі забороняє одночасне знаходження двох ферміонів, кварків зокрема, в одному квантовому стані. 
Завдяки властивості конфайнменту, всі спостережувані частинки мають бути "білими", іншими словами, алгебраїчна сума всіх кольорів системи має дорівнювати нулю. Таким чином, структурою із найменшою кількістю кварків є пара кварк-антикварк, яка утворює мезон. Три зв'язані кварки (антикварки) різних кольорів утворюють баріон (антибаріон). Гіпотетично можуть існувати аналогічні чотирикваркові та п’ятикваркові структури, хоча надійне експериментальне підтвердження цього факту досі відсутнє.  
Щодо глюонів, вони описуються спряженою групою SU(3). Кожному глюону можна поставити у відповідність матрицю Гелл-Манна, таким чином розрізняють вісім колірних станів глюона, які є комбінаціями кольорів та антикольорів. 

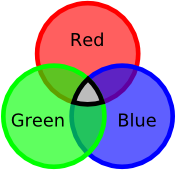
Кольори кварків (червоний, зелений, синій) в комбінації дають безколірний баріон.
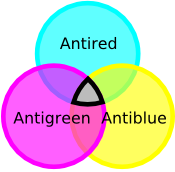
Кольори антикварків (античервоний, антизелений, антисиній) у комбінації також дають безколірну античастинку.

## Зміна кольорів
Сильна взаємодія між кварками здійснюється через обмін глюонами, які є носіями сильної взаємодії. На відміну від фотонів, електричний заряд яких дорівнює нулю, та Z та W± бозонів, в яких відсутній слабкий ізоспін, глюони є носіями колірного заряду. Таким чином, під час взаємодій кварки міняють свої кольори. Приклад такої зміни схематично зображений на малюнках:

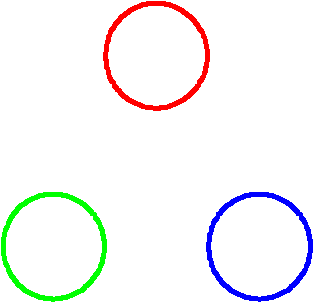
Баріон, що складається з 3 кварків (червоного, зеленого, синього), перед зміною кольорів
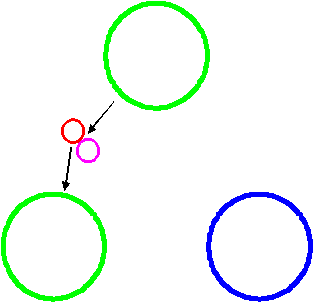
У процесі взаємодії кварк, на малюнку червоний, випромінює глюон, на малюнку червоний-антизелений, стаючи при цьому зеленим.
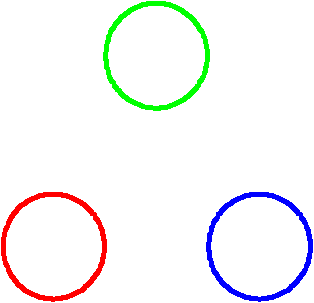
Зелений кварк поглинає червоний-антизелений глюон і стає червоним.

Також наявність колірного заряду глюонів робить можливою безпосередню глюон-глюонну взаємодію. Наслідком цієї властивості є гіпотетичне існування глюболу.